# Ainharp
Ainharp (en euskera: Ainharbe) es una localidad y comuna francesa del departamento de Pirineos Atlánticos, en la región de Aquitania y el territorio histórico de Sola, en el País Vasco francés.

## Historia
Ainharp, también conocido como Ainhart en francés, es un pequeño municipio situado en el departamento de Pirineos Atlánticos, en la región histórica de Zuberoa (Soule), en el País Vasco francés. Su historia se entrelaza con la evolución general de Zuberoa, una de las provincias vascas del norte, y refleja las características tanto culturales como políticas que han marcado esta región a lo largo de los siglos.

### Origen y desarrollo
Como muchas localidades de Zuberoa, Ainharp tiene un origen medieval. Durante la Edad Media, la región estuvo bajo la influencia del Reino de Navarra y, más tarde, fue incorporada al dominio francés, primero bajo el control de los vizcondes de Zuberoa y luego directamente vinculado a la monarquía francesa.

### Conquista y cambios políticos
El siglo XIV y principios del XV estuvieron marcados por los conflictos entre nobles locales y la consolidación del poder francés en la región. Ainharp, como otros municipios de Zuberoa, vivió las tensiones entre las facciones nobiliarias de los Agramont y los Beaumont, que afectaron a la estabilidad política de la zona. En 1449, Zuberoa fue finalmente conquistada por el vizconde Gaston IV de Béarn en nombre de la Corona francesa, lo que supuso la incorporación formal de Ainharp y sus alrededores al reino de Francia. Paul Raymond señala que el municipio de Ainharp era un antiguo priorato de la diócesis de Oloron y que allí existía un hospital para peregrinos, conocido como "Benta".

### Siglos modernos
Durante los siglos XVII y XVIII, Ainharp, al igual que el resto de Zuberoa, mantuvo una vida rural y tranquila, centrada en la agricultura y la ganadería. La Revolución Francesa de 1789 supuso la abolición de muchas de las antiguas instituciones forales de Zuberoa, afectando las estructuras sociales y políticas del municipio.

### SigloXXy actualidad
En el siglo XX, Ainharp, como muchas otras localidades rurales, sufrió la emigración de su población hacia las ciudades más grandes y hacia otros países, principalmente debido a las dificultades económicas derivadas de la dependencia de la agricultura. Sin embargo, el municipio ha sabido preservar su identidad cultural, con el euskera y las tradiciones vascas jugando un papel importante en la vida local.
Hoy en día, Ainharp sigue siendo una localidad tranquila, con una economía basada en la agricultura y un fuerte sentido de comunidad ligado a las tradiciones vascas.

## Demografía
| Gráfica de evolución demográfica de Ainharp entre 1800 y 2012 |
|                                                               |

Fuentes: Ldh/EHESS/Cassini e INSEE.

## Economía
La principal actividad es la agrícola (maíz y ganadería).